# Aprilynne Pike
Aprilynne Pike (Salt Lake City, ...) è una scrittrice statunitense.
È diventata famosa in tutto il mondo grazie al romanzo Wings. Si è laureata in scrittura creativa al Lewis-Carl State College di Lewiston.

## Carriera
Il romanzo d'esordio di Aprilynne Pike, Wings, uscito a maggio 2009, è presto diventato un best seller, primo in classifica negli Stati Uniti, e ha ricevuto la benedizione di Stephenie Meyer, autrice della serie Twilight.
In Italia il lancio di Wings è avvenuto a marzo 2010, con il gruppo musicale fantasy delle Yavanna che ha preso parte alla presentazione del libro.
La Disney aveva inoltre intenzione di farci un film, con Miley Cyrus nel ruolo di Laurel, ma dopo aver acquistato i diritti di Wings, nell'estate del 2013 non ha rinnovato il contratto e quindi il progetto del film è stato annullato.
Wings è il primo libro di una tetralogia che comprende, in ordine: Spells (uscito un anno esatto dopo Wings), Illusions e Destined.

## Vita privata
Aprilynne Pike vive in Arizona con il marito Kenneth (che lei chiama amorevolmente "Kenny") e i loro quattro figli.

## Opere

### Edite in Italia
Serie Wings:
1. Wings (2010) (Wings, 2009)
2. Spells (2011) (Spells, 2010)
3. Illusions (2012) (Illusions, 2011) - Pubblicato in Inghilterra con il titolo Wild
4. Destined (2013) (Destined, 2012)
5. Arabesque (2016) (Arabesque, 2016) - Racconta la storia 10 anni dopo le vicende di Destined

Serie Soulmates:
1. Soulmates (2014) (Earthbound, 2013)
2. Forever (2015) (Earthquake, 2014)
3. Earthrise, 2015 (Nel dicembre 2015 la Sperling & Kupfer fa sapere che non avrà intenzione di pubblicare il 3º capitolo, in quanto, loro giustificazione, "al momento dell'acquisizione dei diritti la serie contava solamente due titoli".)

### Inedite in Italia
Charlotte Westin Chronicles:
1. Sleep No More (2014)
2. Sleep of Death (2014)
3. Untitled (di prossima pubblicazione nel 2016)

Libri singoli:
- Life After Theft (2013) (Ventotto giorni prima dell'uscita di Life After Theft è uscito un prequel in e-book dal titolo One Day More.)
- Glitter (di prossima pubblicazione nel 2016)